# Sogatella nigrigenis
Sogatella nigrigenis är en insektsart som först beskrevs av Jacobi 1917.  Sogatella nigrigenis ingår i släktet Sogatella och familjen sporrstritar. Inga underarter finns listade i Catalogue of Life.